# Ettore Cunial
Ettore Cunial (ur. 16 listopada 1905 w Possagno, diecezja Treviso, zm. 6 października 2005) – włoski duchowny katolicki, arcybiskup.
7 lipca 1929 przyjął święcenia kapłańskie. Przez wiele lat związany z Kurią Rzymską. 11 kwietnia 1953 został mianowany arcybiskupem tytularnym Soteropolis, przyjął sakrę biskupią 17 maja 1953 z rąk kardynała Clemente Micary (wikariusza generalnego Rzymu). Od 1976 pełnił funkcję wiceszambelana Komnaty Apostolskiej (wicekamerlinga Świętego Kościoła Rzymskiego). Przeszedł oficjalnie w stan spoczynku dopiero 23 października 2004, w wieku 99 lat. Od lutego 2005 (po śmierci kardynała Corrado Bafile) był najstarszym żyjącym biskupem katolickim na świecie.
Był dyrektorem duchowym Bractwa św. Piotra, rzymskiej chrześcijańskiej organizacji ewangelizacyjno-dobroczynnej. 16 marca 1957 udzielił święceń kapłańskich przyszłemu kardynałowi portugalskiemu Josému Saraivie Martinsowi, był także współkonsekratorem przyszłych kardynałów Giacoma Violarda i Ferdinanda Giuseppego Antonellego (19 lutego 1966). 
W maju 2003 obchodził rzadki jubileusz 50-lecia konsekracji biskupiej.